# Lejonjakt
Lejonjakt (franska: Chasse aux lions) är en serie oljemålningar av den franske konstnären Eugène Delacroix som utfördes i mitten av 1800-talet.  
Jaktscener och kämpande djur är återkommande teman hos Delacroix. Liksom flera andra konstnärer under romantiken var Delacroix fascinerad av orienten och för kulturen i de muslimska länderna i Nordafrika. En längre resa till Marocko 1832 gav honom en livslång konstnärlig inspiration. Han studerade och tecknade såväl landskapet som hästar och beridna jägare – teman som senare vävdes in i hans målade lejonjakter. Dessa dramatiska motiv vittnar med sina energifyllda kompositioner och varma färger om nya estetiska ideal i tiden. Det är dock inte troligt att han bevittnade några lejonjakter på riktigt även om berberlejon alltjämt fanns i Nordafrika vid tidpunkten (de utrotades på 1960-talet).
Utöver sin Marockoresa, som han genomförde drygt tjugo år innan Lejonjakts tillkomst, var Peter Paul Rubens målningar från 1600-talet också en inspirationskälla för Delacroix. Även Rubens målade en serie jaktmålningar varav åtminstone två avbildar lejon. 
Den mest monumentala versionen i serien ingår i samlingarna på Musée des Beaux-Arts de Bordeaux och slutfördes 1855. Den fick omfattande skador i samband med en brand på museet 1870. Två skisser finns bevarade, den ena ägs av Musée d'Orsay och den andra av Nationalmuseum. Delacroix återkom flera gånger till temat och senare målningar finns utställda på Museum of Fine Arts, Boston och Art Institute of Chicago.

## Lista över olika versioner och liknande målningar
| Image | Namn                             | Museum                   | Stad             | Storlek (cm) | År        |
| ----- | -------------------------------- | ------------------------ | ---------------- | ------------ | --------- |
|       | Løve som sønderriver en araber   | Nasjonalmuseet           | Oslo             | 54 × 66      | 1847      |
|       | Arab Horseman attacked by a Lion | Art Institute of Chicago | Chicago          | 44 × 38      | 1849–1850 |
|       | Lion Hunt in Morocco             | Eremitaget               | Sankt Petersburg | 74 × 92      | 1854      |
|       | Chasse aux lions                 | Musée d'Orsay            | Paris            | 86 × 115     | 1854      |
|       | Lejonjakt                        | Nationalmuseum           | Stockholm        | 57 x 74      | 1855      |
|       | La Chasse aux lions              | Musée des Beaux-Arts     | Bordeaux         | 173 × 361    | 1855      |
|       | The Lion Hunt                    | Museum of Fine Arts      | Boston           | 92 x 117,5   | 1858      |
|       | Lion Hunt                        | Art Institute of Chicago | Chicago          | 76,5 × 98,5  | 1860–1861 |